# Agrilus pumi
Agrilus pumi (лат.) — вид узкотелых жуков-златок.  Название дано в честь народности Pumi, проживающей на юге Китая, где найдена типовая серия.

## Распространение
Китай (Yunnan).

## Описание
Длина тела взрослых насекомых (имаго) 6,0 — 6,4 мм. Отличаются следующими признаками: простернальный отросток суженный на вершине, без углов, диск плоский, у самца с двумя гладкими голыми бугорками; плечевой киль отсутствует; основная окраска коричневая. Переднегрудь с воротничком. Боковой край переднеспинки цельный, гладкий. Глаза крупные, почти соприкасаются с переднеспинкой. Личинки развиваются, предположительно, на различных лиственных деревьях. Встречаются в июле на высотах 2500-2700 м. Видовая группа: A. Plagiatus. Близок к A. miao Jendek, 2011. Вид был впервые описан в 2011 году в ходе ревизии, проведённой канадскими колеоптерологами Эдвардом Йендеком (Eduard Jendek) и Василием Гребенниковым (Оттава, Канада).